# Marc Silverstein
Marc Silverstein (* 1. Juli 1971) ist ein US-amerikanischer Drehbuchautor und Filmregisseur.

## Leben
Marc Silverstein absolvierte ein Filmstudium an der USC School of Cinematic Arts in Los Angeles. Hier gründete er mit Abby Kohn bereits ein Autoren-Duo. Der Kurzfilm Fairfax Fandango war 1997 deren Abschlussarbeit und wurde auf dem Los-Angeles-Independent-Film-Festival mit dem Publikumspreis ausgezeichnet.
Es folgten eine Reihe von Romantic-Comedys, wie Ungeküsst (1999), Für immer Liebe (2012) oder How to Be Single (2016). Bei I Feel Pretty (2018) führte das Autoren-Duo auch Regie.
Silverstein war ab 2007 mit der Schauspielerin Busy Philipps verheiratet. Das Paar hat zwei Töchter (* 2008, * 2013).

## Filmografie
- 1997: Fairfax Fandango (Kurzfilm, + Regie)
- 1999: Ungeküsst (Never Been Kissed)
- 2000: Opposite Sex (Fernsehserie, 8 Folgen)
- 2003: Splitsville
- 2009: Er steht einfach nicht auf Dich (He’s Just Not That Into You)
- 2010: Valentinstag (Valentine’s Day)
- 2012: Für immer Liebe (The Vow)
- 2016: How to Be Single
- 2018: I Feel Pretty (+ Regie)